# Joint Land Attack Cruise Missile Defense Elevated Sensor System

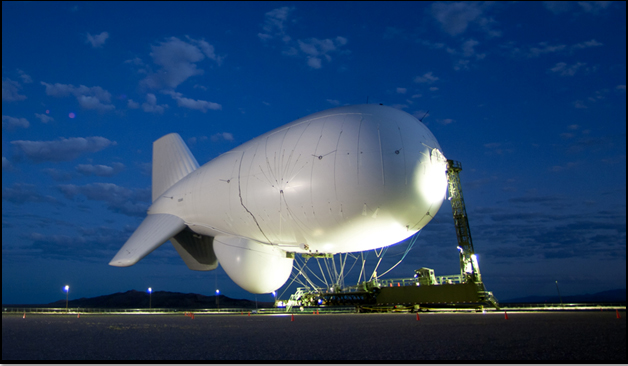
Prototype du JLENS.

Le Joint Land Attack Cruise Missile Defense Elevated Sensor System (JLENS) est un programme dirigeable militaire américain, développé en 2009 par l'United States Army, dans le but de servir de station d'observation en haute altitude. Gonflé à l'hélium, il devrait servir à observer des champs de bataille et à détecter le lancement de missiles grâce à des systèmes de radars. Pouvant atteindre 10 000 pieds, il est capable de fournir une vue en continu d'un grand territoire. Également, il a été développé pour réduire le personnel de soutien lors de missions de reconnaissance. Un autre système radar monté pour dirigeable est en service aux États-Unis : le système radar à aérostat captif.

## Caractéristiques
Sa longueur est de 70 m, son diamètre de 24 m, sa masse à vide de 3,2 t et il emporte une charge utile de 1,6 t. Il peut en outre détecter des véhicules en zone urbaine à environ 200 km et son constructeur annonce qu'il peut détecter des tirs de missiles à environ 550 km.
Quatre exemplaires ont été construits par Raytheon en 2014, un prototype a été détruit lors d'une collision avec un autre dirigeable ; il est en service actif depuis fin 2014, mais, lors du budget de la défense 2013, le programme a eu un budget réduit à 2,5 millions de dollars laissant penser à l’abandon de celui-ci.

## Coût
Sa mise au point aurait coûté 1,4 milliard USD, alors que l'ensemble du programme pour les 16 aérostats prévu à l'origine devrait s'élever à environ 7 milliards USD. En mars 2014, le Government Accountability Office conclut que le programme a couté à cette date 2,78 milliards de dollars.